# Micah Kiser
Micah Kiser (Baltimora, 25 gennaio 1995) è un giocatore di football americano statunitense che milita nel ruolo di linebacker per i Las Vegas Raiders della National Football League (NFL). Al college ha giocato per l'Università della Virginia.

## Carriera

### Los Angeles Rams
Kiser fu scelto nel corso del quinto giro (147º assoluto) del Draft NFL 2018 dai Los Angeles Rams.

#### Stagione 2018
Kiser debuttò come professionista subentrando nella gara del primo turno vinta contro gli Oakland Raiders senza fare registrare alcuna statistica. Sette giorni dopo mise a segno il primo placcaggio. La sua prima stagione regolare si chiuse con 4 tackle in 16 partite, nessuna delle quali come titolare. Nei playoff, i Rams batterono i Cowboys e i Saints, qualificandosi per il loro primo Super Bowl dal 2001, perso contro i New England Patriots.

#### Stagione 2019
Il 31 agosto 2021 Kiser fu inserito nella lista riserve/infortunati. 

#### Stagione 2020
Nel secondo turno della stagione 2020, Kiser fu premiato come miglior difensore della NFC della settimana dopo avere messo a segno 16 placcaggi, un passaggio deviato e un fumble forzato nella vittoria sui Philadelphia Eagles.

#### Stagione 2021
Il 31 agosto 2021 i Rams svincolarono Kiser e resero il suo contratto disponibile alle altre squadre per poi, il giorno successivo, ricontrattualizzarlo con la squadra di allenamento

### Denver Broncos

#### Stagione 2021
Il 22 settembre 2021 Kiser firmò con i Denver Broncos lasciando la squadra di allenamento dei Rams. Kiser fu messo nella lista riserve/infortunati il 23 ottobre 2021 e poi rinserito nel roster attivo l'11 dicembre 2021.

### Las Vegas Raiders

#### Stagione 2022
Il 21 marzo 2022 Kiser firmò da free agent con i Las Vegas Raiders.
Il 1º agosto 2022 fu inserito nella lista riserve/infortunati.

## Palmarès

### Franchigia
- National Football Conference Championship: 1

Los Angeles Rams: 2018

### Individuale
- Difensore della NFC della settimana: 1

2ª del 2020